# Amazonka (album)

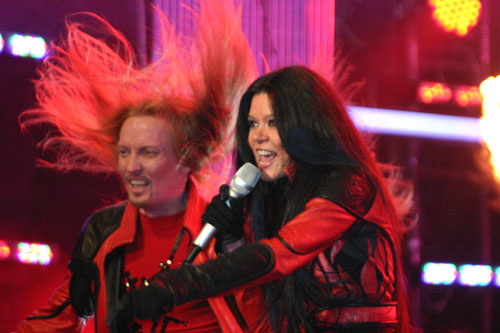
Ruslana v Hamburku 6. března 2008, den před vydáním alba Amazonka

Amazonka (ukrajinsky Амазонка) je studiové album Ruslany, které vyšlo v roce 2008. Jeho anglická verze, která vyšla později téhož roku, se nazývá Wild Energy.
Album vychází z knihy Wild Energy. Lana. Hlavní hrdinka knihy, Lana, se vymaní z pout každodenní rutiny v syntetickém městě budoucnosti, kde její přežití záviselo na pravidelných dodávkách energie do těla, a začne žít úplně jiný život. Každá píseň na albu odpovídá určité kapitole knihy a vyjadřuje různé emoce jednotlivých postav.
České a slovenské verze alba obsahují bonusovou skladbu – „Moon of Dreams,“ anglickou verzi písně „Vidlynňa mryj.“

## Seznam skladeb
| Amazonka | Amazonka                                          | Amazonka                                                                     | Amazonka                    | Amazonka |
| Pořadí   | Název                                             | Autor                                                                        | Název v ukrajinštině        | Délka    |
| -------- | ------------------------------------------------- | ---------------------------------------------------------------------------- | --------------------------- | -------- |
| 1.       | Dyka Enerhija (Wild Energy)                       | Ruslana, Music Mike, Roman Bokar'ov; ukr. text – A. Ksenofontov              | „Дика енергія“              | 4:02     |
| 2.       | Vidlunňa mrij (Moon of Dreams)                    | Roman Bokar'ov, Music Mike; ukr. text – A. Ksenofontov, Karina Jasynova      | „Відлуння мрий“             | 4:15     |
| 3.       | My budemo perši (New Energy Generation)           | Ruslana, Music Mike, Roman Bokar'ov; ukr. text – A. Ksenofontov, Toma Prymak | „Ми будемо перші“           | 3:26     |
| 4.       | Ja jdu za toboju (I Follow The Night)             | Ruslana, A. Ksenofontov                                                      | „Я йду за тобою“            | 4:09     |
| 5.       | Ty žyva (Syntetyčna) (Heaven Never Makes Us Fall) | Ruslana, Music Mike, Roman Bokar'ov; ukr. text – A. Ksenofontov              | „Ти жива (Синтетична)“      | 3:40     |
| 6.       | Vohoň čy lid (Vse ne te) (Fire or Ice)            | Ruslana, A. Ksenofontov                                                      | „Вогонь чи лід (Все не те)“ | 2:47     |
| 7.       | De ty, moja ljubov (Where Are You, My Love)       | Ruslana, A. Ksenofontov                                                      | „Де ти, моя любов“          | 3:38     |
| 8.       | Dykyj anhel (Silent Angel)                        | Roman Bokar'ov, Music Mike; ukr. text – A. Ksenofontov, Karina Jasynova      | „Дикий ангел“               | 3:24     |
| 9.       | Ne dlja prodažu (Not For Sale)                    | Roman Bokar'ov, Music Mike; ukr. text – A. Ksenofontov, Karina Jasynova      | „Не для продажу“            | 3:24     |
| 10.      | Jak zminyty majbutňe (The Energy Of Love)         | Ruslana, A. Ksenofontov, Toma Prymak, Karina Jasynova                        | „Як змінити майбутнє“       | 3:35     |

Některé verze obsahují navíc píseň „Vidlunňa mrij“ nazpívanou jako duet s americkým rapperem T-Painem pod anglickým názvem „Moon of Dreams“.
| Pořadí | Název                         | Délka |
| ------ | ----------------------------- | ----- |
| 11.    | Moon of Dreams (feat. T-Pain) | 4:16  |

## Data vydání
| Region    | Datum          | Vydavatel | Formát |
| --------- | -------------- | --------- | ------ |
| Ukrajina  | 7. března 2008 | EMI       | CD     |
| Česko     | 10. dubna 2008 | EMI       | CD     |
| Slovensko | 17. dubna 2008 | EMI       | CD     |
| Bulharsko | 17. dubna 2008 | EMI       | CD     |

## Žebříčky
| Země      | Žebříček                                 | Vrchol |
| --------- | ---------------------------------------- | ------ |
| Ukrajina  | UMKA Album Top 12                        | 1      |
| Ukrajina  | UMKA Pop 2008                            | 1      |
| Ukrajina  | UMKA Album Top 30 (nejlepší za rok 2008) | 4      |
| Ukrajina  | UMKA Pop 2009                            | 12     |
| Slovensko | IFPI Album Top 50                        | 26     |
| Česko     | IFPI Album Top 50                        | 29     |

## Rádiové singly
- „Dyka Enerhija“ – vyd. 18. června 2006
- „Vidlunňa mrij“ – vyd. v dubnu 2008
- „Vohoň čy lid“ – vyd. 21. června 2008
- „Dykyj anhel“ – vyd. 2009
- „Ja jdu za toboju“ – vyd. 12. dubna 2010